# Araneus bryantae
Araneus bryantae är en spindelart som beskrevs av Brignoli 1983. Araneus bryantae ingår i släktet Araneus och familjen hjulspindlar. Inga underarter finns listade i Catalogue of Life.